# 虞初志
《虞初志》，中國古代小說集，凡8卷，署为《陆氏虞初志》。
虞初是指漢朝小說家，此書以為名。虞初志收錄有南朝吳均《續齊諧記》17篇（均收錄於第1卷）和「唐人小說」29篇；「唐人小說」29篇中，薛用弱的《集异记》選16篇，另13篇是唐人傳奇。
虞初志在明代甚为流行，被稱為「虞初體」，後世多有仿作。湯顯祖有《續虞初志》4卷，鄧喬林有《广虞初志》4卷。清初張潮有《虞初新志》。鄭澍若有《虞初續志》12卷。